# L'Espluga (Toralla)
L'Espluga és una cavitat del terme de Conca de Dalt, al Pallars Jussà, dins de l'antic terme de Toralla i Serradell, en l'àmbit del poble de Toralla.
Està situada a ponent de Toralla, en el costat de llevant de la Roca Colomer, al sud de la Cova de Toralla. És al nord-oest del paratge d'Estornegals.